# Mistrzostwa Świata w Zapasach 1973
Mistrzostwa Świata w Zapasach 1973 odbyły się w mieście Teheran (Iran).

## Tabela medalowa
| Lp. | Państwo           |    |   |   | Razem |
| --- | ----------------- | -- | - | - | ----- |
| 1   | ZSRR              | 11 | 5 | 2 | 18    |
| 2   | Iran              | 3  | 0 | 2 | 5     |
| 3   | Bułgaria          | 2  | 3 | 4 | 9     |
| 4   | Polska            | 2  | 3 | 1 | 6     |
| 5   | Rumunia           | 1  | 1 | 1 | 3     |
| 6   | Stany Zjednoczone | 1  | 0 | 1 | 2     |
| 7   | NRD               | 0  | 2 | 2 | 4     |
| 8   | Jugosławia        | 0  | 2 | 0 | 2     |
| 9   | Węgry             | 0  | 1 | 3 | 4     |
| 10  | Czechosłowacja    | 0  | 1 | 1 | 2     |
|     | Mongolia          | 0  | 1 | 1 | 2     |
|     | Szwecja           | 0  | 1 | 1 | 2     |
| 13  | Japonia           | 0  | 0 | 1 | 1     |

## Medale

### Mężczyźni

#### Styl wolny
| Konkurencja |                     |                      |                          |
| ----------- | ------------------- | -------------------- | ------------------------ |
| 48 kg       | Roman Dmitrijew     | Hasan Isajew         | Oczirdolgoryn Enchtajwan |
| 52 kg       | Ebrahim Dżawadi     | Arsen Ałachwerdijew  | Yūji Takada              |
| 57 kg       | Mohsen Farahwasz    | Megdijn Chojlogdordż | Władimir Jumin           |
| 62 kg       | Zagaław Abdułbiekow | Karl-Heinz Stahr     | Mohammad Reza Nawaji     |
| 68 kg       | Butch Keaser        | Nasruła Nasrułajew   | János Kocsis             |
| 74 kg       | Mansur Barzegar     | Rusłan Aszuralijew   | Jan Karlsson             |
| 82 kg       | Wasilij Siulżyn     | Vasile Iorga         | Ismaił Abiłow            |
| 90 kg       | Lewan Tediaszwili   | Horst Stottmeister   | Ben Peterson             |
| 100 kg      | Iwan Jarygin        | József Csatári       | Dimityr Nekow            |
| +100 kg     | Sosłan Andijew      | Bojan Boew           | Ladislau Șimon           |

#### Styl klasyczny
| Konkurencja |                      |                    |                      |
| ----------- | -------------------- | ------------------ | -------------------- |
| 48 kg       | Władimir Zubkow      | Ryszard Świerad    | Ferenc Seres         |
| 52 kg       | Nicu Gângă           | Jan Michalik       | Rahim Aliabadi       |
| 57 kg       | Józef Lipień         | Rustem Kazakow     | Christo Trajkow      |
| 62 kg       | Kazimierz Lipień     | Anatolij Kawkajew  | László Réczi         |
| 68 kg       | Szamil Chisamutdinow | Sreten Damjanović  | Heinz-Helmut Wehling |
| 74 kg       | Iwan Kolew           | Jan Karlsson       | Klaus-Peter Göpfert  |
| 82 kg       | Leonid Liberman      | Milan Nenadić      | Miroslav Janota      |
| 90 kg       | Walerij Riezancew    | Czesław Kwieciński | Stojan Nikołow       |
| 100 kg      | Nikołaj Bałboszyn    | Kamen Goranow      | Andrzej Skrzydlewski |
| +100 kg     | Aleksandyr Tomow     | Petr Kment         | Szota Morsziładze    |